# 本庄鈴
本庄 鈴（ほんじょう すず、1997年〈平成9年〉1月12日 - ）は、日本のAV女優、ヌードモデル。C-more エンターテイメント所属。

## 経歴
明日花キララに憧れ、有名になりたいという理由でAVプロダクションに所属するが、デビューまでは決心がつかなかったこと、はたして裸の自分にニーズがあるのか自問していたため、説得にあたったビデオメーカー・SODクリエイトが2018年1月、「予約1万本で超絶美少女がAVデビュー!?」というプロジェクトを立ち上げる。期限であった2月28日までに予約数を達成し、デビューが決定。
デビュー前の初ヌードが週刊プレイボーイに同年3月5日発売号に袋とじグラビアとして掲載。3月9日、SOD AWARD2018にて一般お披露目。4月26日にデビュー作を発売した。デビュー作は背中の羽、羽根が飛ぶ様子などがCG処理された。

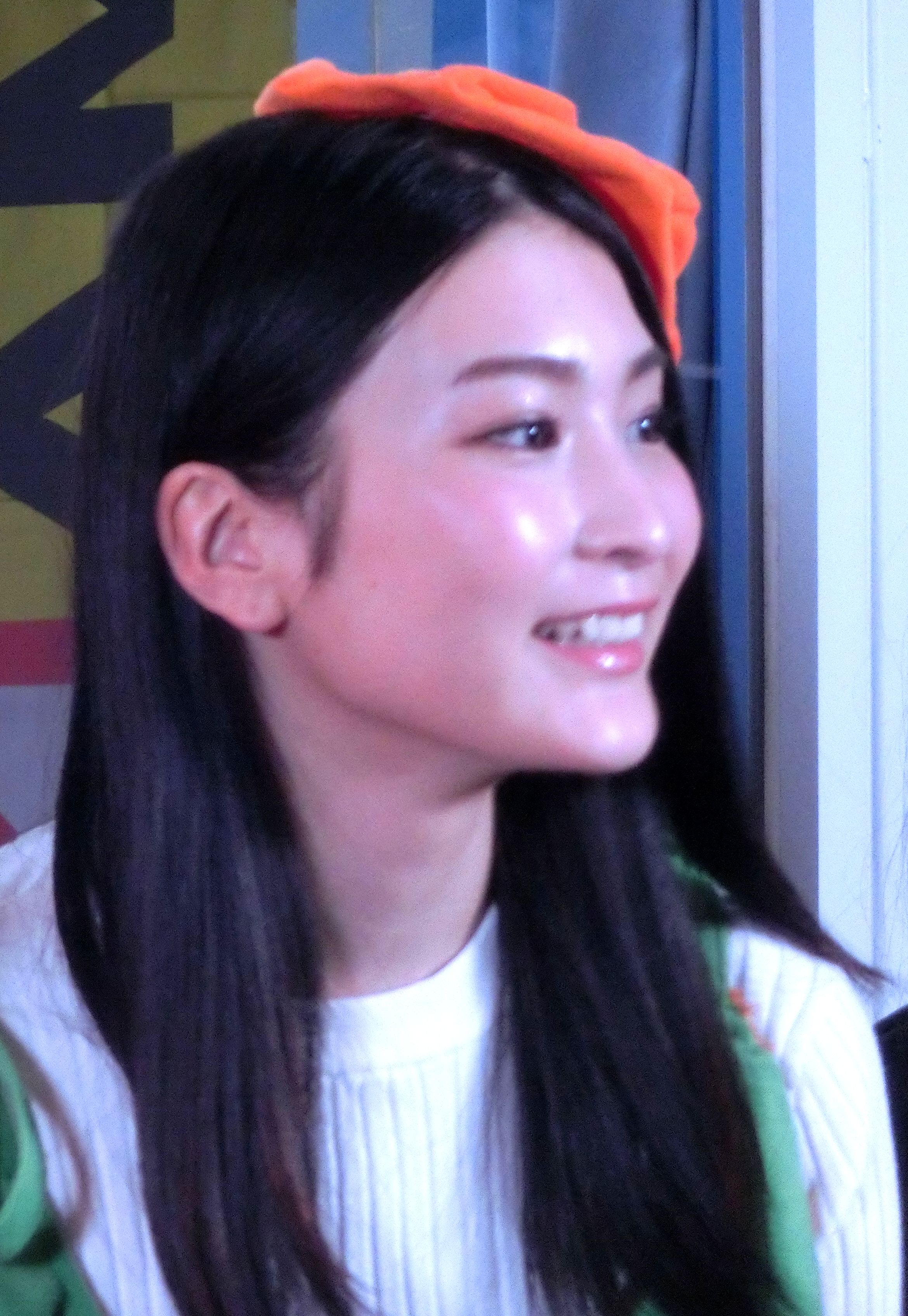
SOD渋谷・ハロウィン清掃イベントにて（2018年）

2018年8月8日発売のマガジンハウス「an・an」2018年8月22日号のグラビアで女性誌初登場を果たす。

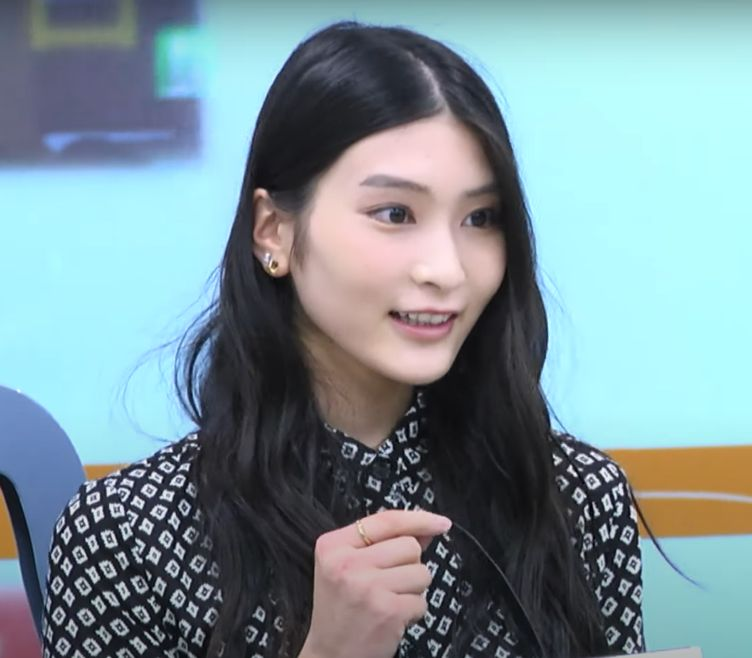
台湾の空港にて（2019年）

2019年3月1日、FANZAアダルトアワード2019最優秀新人女優賞にノミネート。3月21日、「SOD AWARD2019」において最優秀新人賞受賞。FANZAアワードでは新人賞の受賞は逃したが、5月12日、『本庄鈴 みなさまのおかげです。AV DEBUT』で作品賞（通販部門）を受賞する。
2020年6月、グラフィスが選ぶヌード美女10人の一人に選出され、週刊ポストに撮りおろしグラビアが掲載された。
同年11月27日、クラブチッタ川崎で行われた「LADY MADONNA-拡大版-I saw her standing there～その時ハートは盗まれた～」ではソロ歌手としてライブステージを行った。同年12月に発表された「FLASH 2020年現役最強セクシー女優BEST100」読者投票・第14位。
2021年8月24日、東京・三軒茶屋グレープフルーツムーンで初のワンマンライブを開催。
同年12月、光文社『FLASH』発表の2021年セクシー女優ランキング第13位。
2022年9月13日・14日に東京・原宿RUIDOで行われた「ミルジェネ10周年記念LIVE Sweet Memories」に歌手として出演。9月24日に神田明神ホールで行われたAsia Pacific Collectionではセックスワーカーを代表するひとりとしてランウェイを歩く。10月には『カメラマン リターンズ#6』（モーターマガジン社）にて表紙モデルを担当（表紙：山岸伸）。
2022年12月26日週FANZA通販フロアランキングにて、デビュー作収録の『SODstar15周年記念！厳選した人気スター女優18名 デビューSEX集めました!』が1位を記録。
2023年5月22日、東京・三軒茶屋グレープフルーツムーンで5度目のソロライブを開催。5月25日発売の『港区の舐め好きおじさん達とP活して、性処理ペット化のギャルインフルエンサー』ではデビュー5周年作品の役作りとしてウィッグは使用せず、初めて髪の毛を染めた「（ただし後述の配信番組『♯気持ちのいい女たち』♯93ではウィッグを地毛に見えるようカットしたと発言している）。
同年12月には、TC・キャンドラー発表の2023年版「世界で最も美しい顔100人」のひとりとしてノミネートされた。
2024年5月1日、Milky Pop Generation主催の音楽イベント『Live from Grapefruit Moon -月夜のヒットスタジオ- #2 宮城りえ 三宮つばき 本庄鈴』に出演。同イベントは「昭和の楽曲を歌謡ショー形式で歌う」というコンセプトのもと行われ、本庄は共演した宮城や三宮とリレー形式で歌を披露した。同年6月30日にはデビュー6周年を祝いファンと約1万個のドミノ倒しをした。
同年7月22日週FANZA通販ランキングで『同棲するため物件を内見にきたカップルの彼氏を寝取って生ハメ中出しさせる淫乱美脚な不動産レディ 本庄鈴』が初登場9位にランクイン。
同じく7月22日週FANZA動画フロアランキングにおいて『【VR】【8K】VR CHANNEL 004 8KVR12射精 本庄鈴 本庄鈴を感じる（身体、胸、足、顔、素、癒し）6コーナー×全裸鑑賞×おっぱい密着特化×神足密着特化×神顔特化SEX×ハメ撮り特化レ×プ×マッサージ特化SEX』が初登場7位ランクイン。
同年9月にはモデルを務めた写真展「本庄鈴×福島裕二写真展～感謝～」を東京・アトリエY 原宿で開催。約4年ぶりの写真展となった。
2025年3月10日週FANZA通販フロアランキングにて『【部屋結界】SODstarコラボSPECIAL！～ようこそ僕だけの淫乱水泳スクールへイヒ！～スタイル抜群美女コーチを2人まとめて僕だけのいいなりご奉仕ペットに洗●支配 本庄鈴 神木麗』が初登場7位を記録した。同年3月29日週同ランキングでは4位に浮上した。
同年5月19日週FANZA通販フロアランキングにて、『付き合ったばかりの鈴と始めた丁寧な暮らし 時にはスローに時には情熱的に絶倫彼女に翻弄されるセックスライフ』が初登場9位を記録。
同年7月7日週FANZA通販フロアランキングにて、『30発中出し大乱交！ノンストップ・ノーカットで30本のチ●ポを滅多挿し＆ぶっかけ!』が初登場8位ランクイン。同作は7月21日週FANZA通販フロアランキング2位にランクインした。同年7月度FANZA通販フロア月間AV女優ランキングで6位ランクイン。

## 人物
- ブドウ農家に生まれ育つ。初体験は高校2年の冬。デビューまでの経験人数は3人[2]。
- 嫌いな食べ物はさやえんどうなど、スジっぽいもの。好きな食べ物はケーキ、刺身。
- 芸名は自ら命名した[4]。最終目標は「世界で通用するモデル」としている[2]。

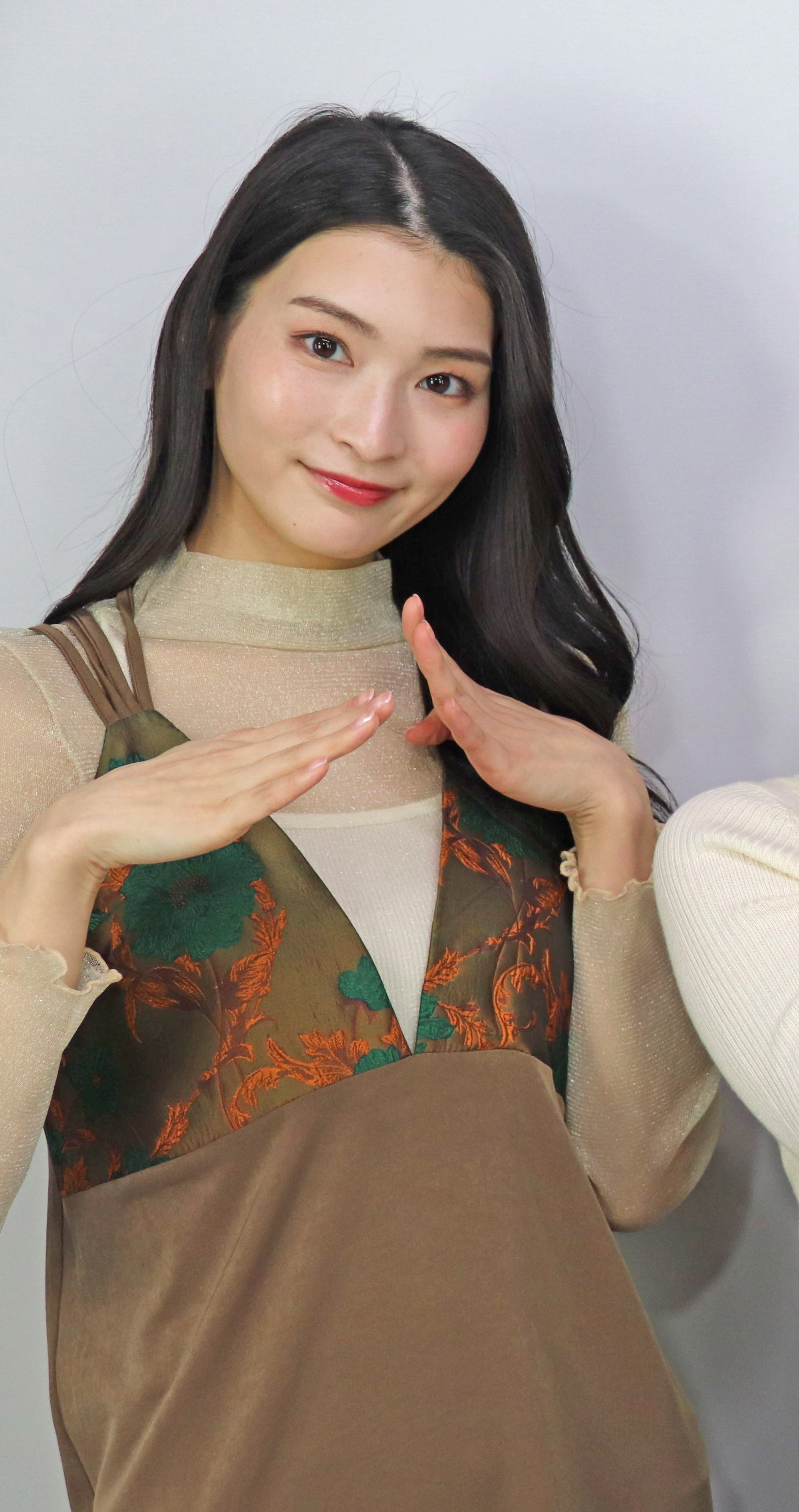
ニックネームの由来である、しゅわっちポーズ（2022年）

- 広報番組を通じ「武闘派クールビューティー」[注 1]、「いいねゲッターズホワイト」の異名でも呼ばれている[35]。ファンネームは「しゅわっち部」。
- サウナが美肌ケアの元と語り[4]、2021年3月17日からはサウナをテーマにする冠番組『本庄鈴ととのいました』をCS放送で開始した。サウナにハマったのは、中・高と部活動で毎日のように汗をかいていたため、卒業後も汗をかく機会を求めていた際、勧められたため[36]。サウナと水風呂を繰り返すことで血流がよくなり、頭がスッキリするという[36]。冷え性のためもともと温泉をはじめとする温浴施設は好きだったが[37]、興味本位で入ったサウナ室が、落ち着く空間だと気づき、週2回から3回の頻度で通い、プライベートでも全国の有名サウナを体験しにひとり旅をしている[37]。
- 2022年9月13日発売の双葉社ムック『サウナ大衆』では令和のサウナ女子として昭和のサウナ好き、テリー伊藤との対談が実現した[38]。サウナなどをきっかけに女性ファンも多いとされる[39]。
- 役作りは直前であってもイメージトレーニングを心掛けている[40]。2019年に初舞台を踏んでからは舞台役者、映画女優としても活動。これはAVのドラマ作品を通じ、演技を学びたいと思ったのがきっかけ[41]。AVにおいても5周年作品では「ギャルインフルエンサー」役を演じるなど[41]、作り込んだ演技に定評がある。
- 家事で好きなのは掃除。綺麗好きなので1日に2回する。嫌いなのは風呂掃除。理由は手が荒れるから[42]。

## 作品

### アダルトDVD

#### SODクリエイト専属期間
※特記のない作品はすべてSODクリエイトから発売。
- みなさまのおかげです。AV DEBUT（5月24日）
- 10000本の美女 本庄鈴 AV debut 2nd 性・欲・解・放 4本番 何度も絶頂を繰り返しながら身も心もありのままさらけ出す 上品なオマ○コから溢れ出すスケベな愛液… (6月21日）
- 鈴汁 卑猥な芳醇エキスが美体から大・量・分・泌! 汗だく、液だく、唾液、イキ潮… 汁まみれ! ダラダラつゆだく絶頂性交!（7月26日）
- 脳がとろける濃・密・接・吻! ねっとりキス音を響かせながら射精後も求めあう連射ベロチュウ性交（8月23日）
- ドギマギ風俗体験 ひたむきご奉仕初挑戦4本番（9月20日）
- 8 COSPLAY CUM FIRE 200minutes (10月25日)
- 美人キャビンアテンダントを高級ホテルの一室でいいなり調教 (11月22日)
- 痴女4巨匠がトル! (12月20日)

- 誰もが振り返る長身パンツスーツOLと禁断の社内性交 (1月24日)
- 百聞不如一見!SOD都是真的、帯大家体験情色文化的最先端―日本!改編自真実案例 影像介紹日本観光須注意事項全片中文発音 東京肉穴淫語痴女物語 (2月1日) 共演:波多野結衣、大槻ひびき、北川エリカ、橘メアリー、南梨央奈、林思吟 ※「AV OPEN 2018」企画部門 エントリー作品
- 全身隈なくねっとり舐められながら密着性交 (2月21日)
- パワハラ セクハラに晒された陸上女子のヒロイン (3月21日)
- ナマ派 初中出し解禁 (4月25日)
- イヤらしくチュポ音立てながらレロレロ舌なめずり唾液ダラダラ垂れ流し特濃おフェラ (5月23日)
- ヤリたい放題いいなり調教イカセダンジョン (6月20日)
- 妻が旅行で不在中、義妹と夢中でハメまくった72時間30分 (7月25日)
- ミッドナイト エンドレス オーガズム (8月22日)
- SODstar 11 SEX BUBBLE PARTY 2019 ～プールで感度アゲアゲイキまくり編～ (9月12日) 共演:紗倉まな、古川いおり、市川まさみ、戸田真琴、竹田ゆめ、小倉由菜、唯井まひろ、七海ティナ、みながわ千遥、小泉ひなた ※Blu-ray  同時発売
- 長い手足が全身に絡みつくスパイダーメンズエステ (9月26日)
- ボンデッド (10月24日、SODクリエイト)
- 本庄鈴が好きすぎてサキュバスを召喚してしまった僕 (11月21日)
- SODstar 10 SEX AFTER PARTY 2019 ～クラブでハメハメヌキまくり編～ (11月21日) 共演:紗倉まな、古川いおり、市川まさみ、戸田真琴、小倉由菜、唯井まひろ、七海ティナ、みながわ千遥、小泉ひなた ※Blu-ray  同時発売
- ドM奴隷 拘束・調教・人体固定 鬼畜大量膣奥出しレ×プ!Special!!!! 大量中出し16発!! (12月12日) 共演:小倉由菜
- 小倉由菜 本庄鈴 WドS痴女 超豪華無限射精フルコース!SPECIAL!!!! (12月26日) 共演:小倉由菜

- 無表情なカノジョの想い出 (1月23日)
- ヘタレな僕を救いに来た先輩女捜査官が悪の組織に輪姦されているのを見てフル勃起 (2月20日)
- 何か鈴って、リア充でセレブでムカつくから好き放題レ×プしてもらったんだ。 (3月26日)
- あなた…うちの旅館が5つ星になったのは私が中出し接待してるからなの（4月23日）
- ゲリラ豪雨の夜に憧れの女上司と会社で2人きり…帰れなくなった僕らは朝までSEXしまくった（5月21日）
- 憧れの女子アナ鈴が俺を毛嫌いするなんて許さない 洗脳エステで俺の思い通りにしてやる!（6月23日）
- デビュー2周年記念 25SEX 8時間スペシャルBEST 完全保存版（8月13日）※単体ベスト
- 出張先で童貞部下と相部屋に…持ち合わせていたコンドーム（彼氏用）は1つだけ…頼み込まれて1回だけSEX、のはずが部下が絶倫すぎて10発も中出しした（9月24日）
- いつでも連射! 陸上部女教師顧問 情熱の顔射指導、追撃フェラチオ（10月22日）
- 本庄鈴×ナチュラルハイ 全裸痴漢OK娘スペシャル SODstarVer. 超絶美女教師を全裸羞恥で興奮させOKさせろ（11月26日）
- 本庄鈴×ナチュラルハイ 接客中に顔を紅潮させながら感じまくるバイト娘 ～ケーキ屋、中華料理店、洗車場～ SODstarVer.（12月10日、ナチュラルハイ）
- 幼馴染みと子作り中出しセックスを練習しまくることになった僕。（12月24日）

- 無断キャンセル女子大生レ×プ 本庄鈴 才色兼備のミスコングランプリがたったこれだけでクズアルバイトに中出しされ人生終了（1月21日）
- ようこそ癒しの楽園へ。南国エロティックスパ（2月25日）
- 童貞部下と出張先でホテル相部屋 翌朝までベロチュウ姦され続ける化粧品メーカーの寝取られ女上司（3月25日）
- 混浴社員旅行NTR 温泉好きな会社の先輩たちと、貸切家族風呂に行ったら僕の妻が滅茶苦茶に犯されてしまいました…。（4月22日）
- 息子の朝勃ち男根を思わず鬼咥えする淫乱義母（5月11日）
- 年上彼女の鈴と…全部がスローだった休日デート（5月13日）
- 死ぬほど嫌われている隣人のキモ親父が、新婚妻をメロメロ・アヘアへ肉便器に催●洗脳できちゃいました。（6月15日）
- いいなり温泉旅行 本庄鈴（7月22日）
- SODstar 本庄鈴のカラダが自分の体液で徐々に濡れていく じっくりゆっくり観察 超フェチ映像（7月30日）
- マジックミラー号がイク!!早漏クンいらっしゃい 暴発改善逆ナンパ 本庄鈴 お悩み相談企画のはずが、優しすぎて生挿入までしてくれる!?（8月26日）
- 串刺しPtoMレ×プ 大量中出しされた後のマ●コに入った白濁チ●ポで上下穴封鎖!声も出せずに身悶えしかできない美人キャリアウーマンOL 本庄鈴（9月23日）
- ドS愛人の超絶上から見下しマウント騎乗位!ダメな男を罵ることで快感を得る激ヤバ痴女の密室射精管理 本庄鈴（10月21日）
- キメセク相部屋NTR 大嫌いで最低最悪な絶倫元カレに…媚薬を飲まされ…×××。 本庄鈴（11月25日）
- ごっくん解禁 生まれて初めて本物精子、全部飲む。 本庄鈴（12月23日）

- 新任の鈴先生に一瞬で心を奪われた僕は、#女教師奴隷化計画をこうして実行に移しました。 本庄鈴（1月27日）
- 【最低の過去】NTR謝罪報告『幸せな兄貴が許せなくて、実は…2年前から兄貴の嫁さん調教してたんだ。』弟から語られる、僕の妻を寝取っていた話。 本庄鈴（2月23日）[43]
- 『推しとヤバいことをしている』大好きなAV女優と、僕(ドSファン)の危ない拘束調教24時間。 本庄鈴（3月24日）
- 催眠ライブ 初体験の脳バグで前後不覚のオーガズム！人間コントロールSEX 本庄鈴（4月21日）
- 【即堕ちNTR】ヤリチン猿上司に付き合って3日の人生初彼女を速攻で寝取られて一瞬でフラれてしまった話 本庄鈴（5月26日）
- 夢の初体験!筆下ろしSEXドキュメント!!童貞卒業させちゃいましたspecial!!! 本庄鈴（6月23日）
- ねぇ…ここで激しいKissしたら興奮すると思わない？バレたらヤバい場所でベロチュウしまくる変態誘惑お姉さん 本庄鈴（7月21日）
- 絶倫タワマン妻の禁断の不倫ルーティン 「私だけじゃないですよ、このマンションの奥さん達みんなヤってますから。」 本庄鈴（8月25日）
- 即ハメ即お漏らし!突撃追撃失禁ピストン!!いきなり聖水放尿おしっこ我慢デート 本庄鈴（9月22日）
- メスイキ相部屋逆NTR 仕事も出来る完璧なエリート女上司が豹変痴女化!マジか!?朝まで一晩中アナルを調教開発されてイカされ続けました! 本庄鈴（12月22日）

- 裏オプで本番させてくれる!?追撃乳首責め手コキで連射までさせまくる回春エステ!! 本庄鈴（1月26日）
- YDH ヤっちゃダメな場所でハメる! SODstar 本庄鈴に一カ月密着!日常の隙間にチ○ポ突撃 声を我慢できずにイキまくりスペシャル（3月23日）
- 体の相性が最高なコンビニパート主婦Hさんとは休憩2時間のショートタイム密会でも最低3回は射精(だ)せる 本庄鈴（4月20日）
- 港区の舐め好きおじさん達とP活して、性処理ペット化のギャルインフルエンサー。調子乗ってる芸能モデルと生ハメえっち 本庄鈴（5月25日）[41]
- 最高の美女と高級ランジェリーに魅せられて…都合の良い愛人と本能のままに絡み合う濃厚セックス3本番 本庄鈴（6月22日）
- 生徒に頼み込まれて一回だけの約束でSEXを許してしまったら…サル状態になってしまった生徒と性交を繰り返すようになってしまった人妻教師 本庄鈴（7月20日）
- 【夏といえば水着！SODstar全員ビキニ祭】こんなはずじゃなかったけど…気持ち良すぎてもうどうでもいいやwグラビアアイドルに枕営業させてキメセク堕ち 本庄鈴（8月24日）

- 引きこもり訪問支援 ゴミ屋敷に放置された大量のシコティッシュに見かねて内緒でチンカス塗れのチンチンを笑顔で性サポートしてくれる優しいお手伝いさん 本庄鈴（9月21日）[44]
- ‘THE即尺！’ 突撃！突然チ○コをおしゃぶりしまくるフェラ大好きお姉さん！ 唾液だらだらディープスロート＆トルネードフェラでたっぷり射精 本庄鈴（10月26日）
- 大好きな美人カフェ店員を悪態クレームで謝罪強要させて自宅に監禁！孕ませ射精で抵抗意識を奪いデキ婚を狙うキチガイストーカー… 本庄鈴（11月23日）
- 徹底焦らしでお客様を賢者タイム無しで連続射精に導くオーガズムエステ 本庄鈴（12月21日）

- 義弟の肉欲に理性が狂う、仕事中、夫のいない合間に欲求に逆らえず隙間不倫 SEX をしてしまうパーソナルトジム勤務の淫乱人妻 本庄鈴（1月25日）
- ずっと布団の中…密着ねっとりピストンでドクドク中出しが止まらない 本庄鈴（2月22日）
- 本庄鈴がイク！素人男性の濃い精子をハシゴ飲み、精飲ドキュメント（3月20日）
- ルックス、エロ、性格、全てSクラスな高級愛人と中出し。すず（4月10日）
- あなたはどの鈴が好き？3シチュエーション3変化、生々しくも濃密なハメ撮りSEX 本庄鈴（5月23日）
- 夫の葬儀翌日からクズ義父に狂いそうなほど、無理矢理孕ませ中出しされる未亡人 本庄鈴（6月20日）
- 僕の住むアパートの隣室の美人妻は欲求不満だった。夫婦喧嘩で空いた直径10cmの壁穴越しに立ちバックで膣奥を突きまくった密かな不倫関係5日間。 本庄鈴（7月25日）
- 同棲するため物件を内見にきたカップルの彼氏を寝取って生ハメ中出しさせる淫乱美脚な不動産レディ 本庄鈴（8月22日）[45]
- 反り勃ったチ〇ポと溜まった精液を毎日笑顔で舐めとってくれる性交販売レディ本庄さんに密着 本庄鈴（9月12日）
- 店内で客を全裸にして●制射精させるお洒落でセクシーな服屋の誘惑店員さん 本庄鈴（9月26日）
- 射精依存改善治療センター 本庄鈴 異常性欲に苦しむ絶倫ち〇ぽを医療従事者・Hさん（既婚）がサポートします（10月24日）
- 旦那を野球選手に育ててくれた地元のオヤジたちに恩があるからってなぜ毎年毎年妻の私がコンパニオンみたいに下品な接待をしなくちゃいけないの… 本庄鈴（11月21日）[46]
- これは自分専用のズリネタにするために彼女と初対面の男性とのSEXを撮影した映像です。彼女を寝取って精子でドロドロにしてください 本庄鈴（12月26日）[47]

- 童貞の僕とキスの練習に付き合ってくれた旦那持ちの姉。暴走して中出しし続けた。SODstar×桃色かぞく 本庄鈴（1月23日）[48]
- 体を張ったおもてなしで経営難を立て直す温泉若女将 コンパニオンは私一人ですが晩酌でも宴会遊びでも中出し接待でも何でもご要望ください。ただしお代はきっちりいただきます… 本庄鈴（2月20日）
- 年下の大学生がガチ恋したバニーガールはシンママだった 子育てに追われて散らかったマンションで根暗な僕の暴走した性欲を受け止め中出しさせてくれる若妻（3月20日）
- 甘く囁きながら美脚を絡ませてイキ我慢する男の反応を愉しむ極上の美脚アロマエステサロン 本庄鈴（4月10日）
- 【部屋結界】SODstarコラボSPECIAL! ～ようこそ僕だけの淫乱水泳スクールへ　イヒ! ～スタイル抜群美女コーチを2人まとめて僕だけのいいなりご奉仕ペットに洗●支配 本庄鈴 神木麗【特典映像付き】（4月24日）
- 凛とした美しき薙刀剣士と密かに恋焦がれていた僕の童貞喪失物語 本庄鈴【特典映像収録】（5月22日）[49]
- 付き合ったばかりの鈴と始めた丁寧な暮らし 時にはスローに時には情熱的に絶倫彼女に翻弄されるセックスライフ 本庄鈴（6月26日）
- 温泉旅行中の単独客やカップル 夫婦の男性を誘惑 館内で寝取りセックスをくり返す淫乱美人な若女将（7月24日）
- 30発中出し大乱交！ノンストップ・ノーカットで30本のチ●ポを滅多挿し＆ぶっかけ！ 本庄鈴（8月21日）

### 配信のみ
- すー（21）（2021年8月19日、imagine）（imgn-020）
- すず（24）（2021年11月22日、imagine）（imgn-030）
- タダマン女　すず（24）（2021年12月6日、SODクリエイト）

### VR
- 初VR ※美し過ぎて震えます（11月9日、SODクリエイト）
- 性感開発オイルエステ背中〜脚〜尻〜胸と全身をなでまわし指マン・・・ペニスを突き刺してもヌルヌルま○こは拒めない!（11月30日、SODクリエイト）

- 友人夫婦と4人で温泉旅行、友人の奥さんがめちゃくちゃ綺麗で僕に気がある!?パートナーがお酒を飲んで爆睡している真横でこっそりW不倫SEX※あまりに美し過ぎて4回もイカされちゃいました (1月4日、SODクリエイト)
- 【密室ロッカー内VR】女子更衣室の【ロッカーの中】に片想いの美人先輩OLと2人きりで入ると‘キスまで5cm’息がかかる距離で思わず勃起してHな空気になり…扉の向こうに同僚がいるのに密着ピストンで何度も絶頂を求める (2月15日、SODクリエイト)
- 本庄鈴 お姉さんの高級ランジェリーに魅せられて… (3月15日、SODクリエイト)
- 唾液飲ませ・母乳授乳・柔尻柔乳もみリハビリ・幸せ中出し… 元気も性欲も満たせてくれる熟女訪問サービス 介護VR (4月12日、SODクリエイト)
- 恋人と見つめ合いながら、ゆっくりじっくり快感にひたる【スローピストン】VR (4月19日、SODクリエイト)
- W痴女の女神!!究極の逆3PスペシャルVR【HQ超高画質】SODstarが前後左右密着♪ヌキまくりで、あなたのリクエスト通り死ぬほど滅茶苦茶に犯しまくってくれるVR 【こんなVRが見たい!祭 2019年】(11月4日、SODクリエイト) 共演:小倉由菜
- 顔面レベル最高ランクな高嶺の花の超美人彼女と最初から最後までキス100回SEX（12月26日、SODVR）

- 全肯定カノジョ。「君の全部が好き。顔も性格もすぐイッちゃうところも。」早漏の僕を囁き声で慰めつつ、全体位中出しで受け止めてくれるマジ天使。 本庄鈴（6月17日、SODVR）
- SODVR1000作品突破記念スペシャル第1弾!!超絶美女たち4人に前後左右囲まれ全方位バイノーラル淫語で責められ射精しまくる豪華絢爛ハーレム（8月2日、SODVR）
- 介護VR 究極の癒し体験!超スレンダーナースの美女訪問サービスSPECIAL!! 本庄鈴（10月18日、SODVR）
- 潮浴びVR 体液大好き!唾飲ませ!顔面潮吹き!ド迫力ダイレクト潮浴びスペシャル!!（11月4日、SODクリエイト）

- 【ダイレクト顔舐めVR】顔面を愛おしく丁寧に舐めてくれるご奉仕超絶美形メイド（1月27日、SODクリエイト）

### イメージビデオ
2018年
- Suzu First movement (10月25日、グラッツコーポレーション) ※Blu-ray 同時発売

2019年
- 僕のお嫁さんは本庄鈴（2月27日、オルスタックソフト）
- Suzu2 Second flight (4月4日、グラッツコーポレーション) ※Blu-ray 同時発売
- Lover’s Day (6月14日、ファインピクチャーズ)
- Suzu3 Third love affair (12月19日、グラッツコーポレーション) ※Blu-ray 同時発売[50]

2020年
- Suzu4 Smile of hope（11月5日、REbecca）※Blu-ray版同時発売

2021年
- Suzu5 Elegance and wildness（12月2日、REbecca）※Blu-ray版同時発売

2022年
- Suzu6 Tension and relaxation（12月1日、REbecca）※Blu-ray版同時発売

2023年
- Suzu7 Lucky heaven（9月7日、REbecca）※Blu-ray版同時発売

2024年
- Suzu8 Emotional holiday（10月3日、REbecca）※Blu-ray版同時発売

### 写真集
- らぶぱら（2018年10月26日、竹書房、撮影：柳沢康太）ISBN 978-4-8019-1652-4
- natural beauty（2020年4月25日、彩文館出版、撮影：福島裕二）ISBN 978-4-7756-0624-7
- Refresh（2021年1月26日、ジーオーティー、撮影：福島裕二）ISBN 978-4-8236-0133-0
- 触感（2022年4月28日、彩文館出版、撮影：福島裕二）ISBN 978-4-7756-0650-6
- Cosplay Fetish Book 本庄鈴（2023年1月30日、ジーオーティー、撮影：田村浩章）ISBN 978-4-8236-0419-5
- 本庄鈴写真集「WALTZ～円舞曲～」（2024年6月25日、彩文館出版、撮影：福島裕二）ISBN 978-4-7756-0676-6

### ポーズ集
- ビジュアルヌード・ポーズBOOK act 本庄鈴（2020年8月26日、二見書房、撮影：長谷川朗）ISBN 978-4-576-20133-7
- プレミアムヌードポーズブック 本庄鈴（2025年4月11日、ジーオーティー、撮影：田村浩章）ISBN 978-4-823-60847-6[51]

### デジタル写真集
2019年
- SODstar 8LOVERS写真集「花譜-kafu-」（2月4日、講談社、撮影：笠井爾示）
- Lover’s Day デジタル写真集 本庄鈴（8月23日、ファインピクチャーズ、撮影：河本広幸）

2020年
- JUICY HONEY PLUS2 本庄鈴（2020年4月4日、ジューシーハニー、撮影：篠原潔）
- 本庄 鈴「二人きり官能トリップ」 FRIDAYデジタル写真集（12月18日、講談社）[52]
- 本庄 鈴「二人きり官能トリップ オール未公開100カット超完全版」 FRIDAYデジタル写真集（12月18日、講談社）[53]
- SODstarヘアヌード接客 SODランドにいらっしゃい!（2020/12/21日、小学館、撮影：佐藤佑一）[54]

2021年
- SOFT ON DEMAND GRAVURE COLLECTION 本庄鈴 01（6月19日、ソフト・オン・デマンド、撮影：KATSUMI HASHIMOTO）
- SOFT ON DEMAND GRAVURE COLLECTION 本庄鈴 02（7月3日、ソフト・オン・デマンド、撮影：KATSUMI HASHIMOTO）
- SOFT ON DEMAND GRAVURE COLLECTION 本庄鈴 03（7月3日、ソフト・オン・デマンド、撮影：KATSUMI HASHIMOTO）
- Suzu 2 Second flight・本庄鈴（12月13日、REbecca）

2022年
- 本庄 鈴 Platinum Beauty vol.1 FRIDAYデジタル写真集（1月2日、講談社）[55]
- 本庄 鈴 Platinum Beauty vol.2 オール未公開100カット超完全版 FRIDAYデジタル写真集（1月2日、講談社）[56]
- 週刊大衆デジタル写真集NUDE : 17 本庄鈴ヘアヌード写真集「甘い音」（12月12日、双葉社、撮影：篠原潔）[57]

2023年
- 本庄 鈴 女神降凜 vol.1 FRIDAYデジタル写真集（2月17日、講談社）
- 本庄 鈴 女神降凜 vol.2 オール未公開100カット超完全版 FRIDAYデジタル写真集（2月17日、講談社）
- 山岸伸×SODデジタルヌード写真集 本庄鈴『nude』（6月1日、ソフト・オン・デマンド、撮影：山岸伸）
- 本庄 鈴 甘いミューズ sunrise vol.1 FRIDAYデジタル写真集（10月27日、講談社）[58]
- 本庄 鈴 甘いミューズ twilight vol.2 FRIDAYデジタル写真集（10月27日、講談社）[59]
- 本庄 鈴 甘いミューズ sunrise＆twilight vol.3 オール未公開100カット超完全版 FRIDAYデジタル写真集（10月27日、講談社）[60]

2024年
- 本庄鈴 Princess Nude FRIDAYデジタル写真集（2月9日、講談社、撮影：篠原潔）
- 本庄鈴 エロスの摂理vol. 1 FRIDAYデジタル写真集（12月6日、講談社）
- 本庄鈴 エロスの摂理vol. 2 FRIDAYデジタル写真集（12月6日、講談社）

### トレーディングカード
- ジューシーハニーコレクションカード PLUS ＃2（2019年4月27日、株式会社ミント）※AIKA、JULIA、桃乃木かなとの共同商品。
- AVC ジューシーハニーコレクションカード PLUS ＃22（2024年4月27日、株式会社ミント）※浅野こころ、波多野結衣、石川澪との共同商品。

## 出演

### テレビ
- ビ〜チ9（2018年8月、テレビ埼玉）
- 阿部乃ちゃんねる（2018年10月1日、11月2日、エンタ!959）[61]
- まこりんレディオ（2019年9月1日、エンタ!959）
- GO!GO!まひゆな号!（2020年2月16日 - 2024年5月24日、エンタ!959）
- 桃色探訪〜伝説の風俗〜 #1【渋谷編】（2020年2月29日、チャンネルNECO） - 清瀬ルナ 役[62]
- 湯らり鉄道 女子ふたり旅～BSスカパー！ver.～（2020年3月3日、3月16日、9月8日、BSスカパー）[63] - 唯井まひろと共演[64]
- 本庄鈴ととのいました（2021年3月17日 - 、エンタǃ959）[65]
- ケンコバのバコバコナイト「バコバコSXII」（2024年12月6日 - 12月27日、サンテレビ）

### ラジオ
- とにかく明るい安村のとにかく丸裸!（2018年8月25日、9月8日、2019年7月27日、8月3日[66]）ほか以降定期出演、文化放送）

- 紗倉まなとニューヨークのマジックミラーナイト（2021年6月26日、7月3日、9月4日、9月11日、2022年1月30日、2月6日、文化放送）
- ラジオのアナ〜ラジアナ/深夜3時のヒロイン（2022年5月5日、5月12日、FM NACK5）※5月5日は名前を伏せて出演
- ニューヨーク・小湊よつ葉のマジックミラーナイト（2023年10月29日、11月5日、文化放送）
- 成人の日記念!SOD女優とアダルトを祝おう!（2024年1月8日、渋谷クロスFM）- MC[67]

### ウェブラジオ
- #気持ちのいい女たち（2021年8月7日 - 2024年8月17日、2024年10月19日 - 、Podcast） 小倉由菜との音声配信。

### ウェブテレビ
- いいねゲッターズ（2018年6月26日 - 2021年6月24日、SODクリエイト・ツイキャス）
- 極楽とんぼKAKERUTV（2019年3月14日[68]、AbemaTV）
- バラエティ開拓バラエティ日村がゆく!（2019年10月9日 - 16日、AbemaTV）
- 私とデートしませんか？#10（2021年2月12日、らぽふぁん JAV/YouTube[69]） - 本庄鈴 役
- 聖ファレノ女学院（2021年5月28日[70] - 6月18日、FALENO Official Channel/YouTube）
- 紗倉まなとニューヨークのマジックミラーライブ（2021年10月26日、FANY Online）
- みんなのパチンコフェス2023（2023年11月3日、日本遊技機工業組合／KIBUN PACHI-PACHI委員会）[71]
- みるみる運気向上委員会#5（2024年12月27日、エンタちゃん放送局）

### 舞台
- 無慈悲な光（2019年7月4日 - 7日、東京・下北沢Geki地下Liberty） - 実験用マウスM05 役[72][73]
- くつ屋さんのおはなし（2020年2月5日 - 9日、東京・テアトルBONBON） - 木戸ジェクサー 役[74]
- EROFISH〜fourth〜（2022年5月13日 - 5月27日、πTOKYO）[75]
- 二人芝居「ふたりよがり」（2022年12月9日 - 11日、GEKIBA）
- シロツメクサ（2023年7月14日 - 17日、東京・ステージカフェ下北沢亭）

### イベント
- SODウォーターサバゲー2018INお台場!! ～美女と夏を楽しもう！～（2018年8月12日、フットサル台場）
- ハロウィンの夜お掃除イベント（2018年10月31日、渋谷）たくさん褒めてくれる「萌えるゴミ箱」（声の出演）[76]
- BOM WAVE05 - Get Over The COVID-19（2021年7月4日、神奈川・横浜大さん橋ホール） - ラウンドガール[77]

### ゲーム
- 龍が如く7 光と闇の行方（2020年1月16日、PlayStation 4用ソフト、セガゲームス）乙姫ランド・ソープ嬢、本庄鈴 役 ※写真のみの出演
- スマホゲームアプリ「ロードモバイル」セクシー女優対抗戦（2021年3月 ‐ 、IGG）[78]

### 映画
- 無慈悲な光（2021年、監督：カジ） - 実験用マウスM05 役[79]

### パチンコ
- Pジューシーハニー3（2021年2月、サンセイアールアンドディ）[80]
- PジューシーハニーH（ハーレム）（2023年5月、サンセイアールアンドディ）
- PA豊丸ととある企業の最新作2 SOD 99ver.（2023年10月、豊丸産業）[81]

## 執筆
- AVはじめて物語（2018年7月10日 - 9月25日[82]、東京スポーツ）